# Blanzay
Blanzay – miejscowość i gmina we Francji, w regionie Nowa Akwitania, w departamencie Vienne.
Według danych na rok 1990 gminę zamieszkiwały 804 osoby, a gęstość zaludnienia wynosiła 23 osób/km² (wśród 1467 gmin regionu Poitou-Charentes Blanzay plasuje się na 383. miejscu pod względem liczby ludności, natomiast pod względem powierzchni na miejscu 111.).